# ジェレミー・デラー
ジェレミー・デラー （Jeremy Deller、1966年3月30日 - ）は、英国のコンセプチュアル・アート、ビデオ・アート、インスタレーションアーティスト。 デラーの作品の多くはコラボレーションによるものであり、取り扱われる主題において政治的側面が強く、また制作プロセスにおいては他の人々との関わりによって、アーティストとしての美的・芸術的関与を減らしている。 
特に、1984年イギリスで起きた鉱山労働者のストライキ中に発生した「オルグリーヴの戦い」と呼ばれる暴動を再現した作品、Battle of Orgreave (2001)で知られる。
2007年から2011年まで、テート・ギャラリーの評議員を務める。 

## 経歴
ロンドンで生まれ、セントジョンズとセントクレメントの小学校を卒業し、ダリッジ・カレッジを経て、コートールド美術研究所（ロンドン大学）で学士号を、サセックス大学でデビッド・アラン・メラーの元で美術史の修士号を取得。

## 作品

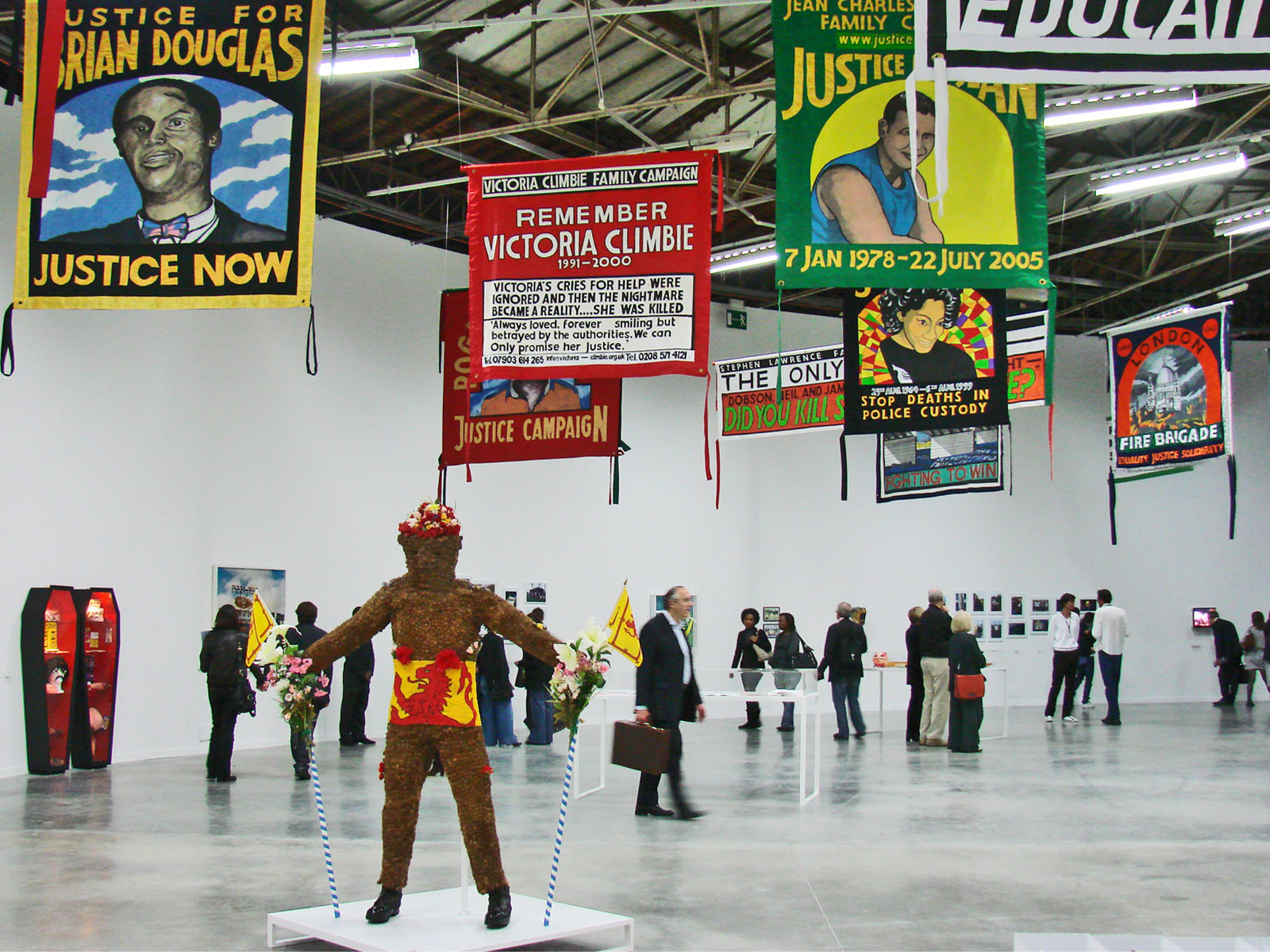
パレ・ド・トーキョーでのD'une révolution à l'autreの展示

彼の芸術と文化への幅広い関心の一部は、子供時代に南ロンドンのホーニマン博物館などの美術館を訪れたことにさかのぼる。 1986年にアンディ・ウォーホルと出会い、ニューヨークのファクトリーで2週間過ごす。1990年代初頭から作品を制作し始めるが、それらの多くは通常のギャラリーではない場所で発表された。1993年には、両親の休暇中に（彼は27歳でまだ実家に住んでいた）、実家の部屋を使ってOpen Bedroomと名付けた展示を行った。
1997年ストックポートのWilliams Fairey Brass Bandとの音楽コラボレーション、Acid Brassを開始。このプロジェクトは、伝統的なブラスバンド音楽とアシッド・ハウスおよびデトロイト・テクノとの融合に基づいている。   
デラーの代表的作品The Battle of Orgreave (2001) では、1984年に起こった鉱山労働者のストライキからの暴動に参加した人たちをおよそ1,000人集め、その様子を再現した。制作には映画監督マイク・フィギス、Channel 4、Artangelが協力した。 この作品は、英ガーディアン誌の「21世紀のベストアート」で2位に選ばれる。評論家のヘティ・ユダによると「ある種の記念碑であり、パフォーマンスは参加型の儀式、壮観、生きたアーカイブ、そして追悼の場でもある」。
2004年スペインのサン・セバスチャンで開催されたマニフェスタ5のオープニングでは、街の通りで地元の代替社会やサポートグループの幹部に参加してもらい、Social Paradeを行った。

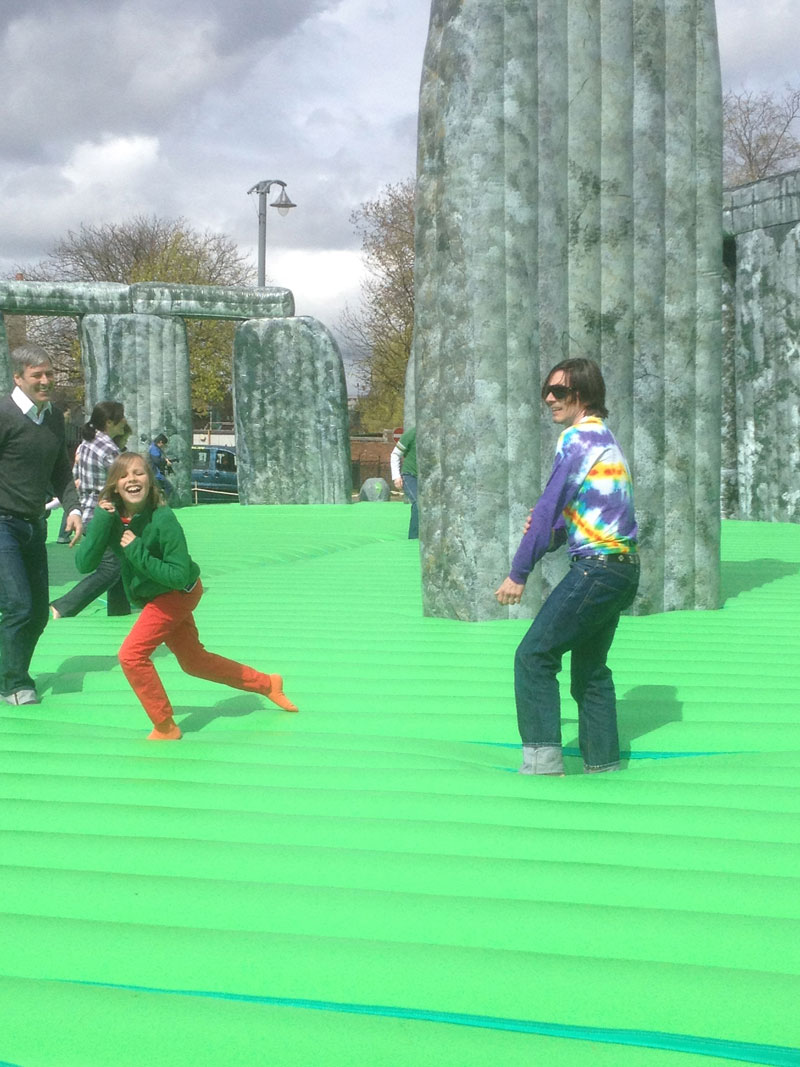
Glasgow International 2012でのデラー。

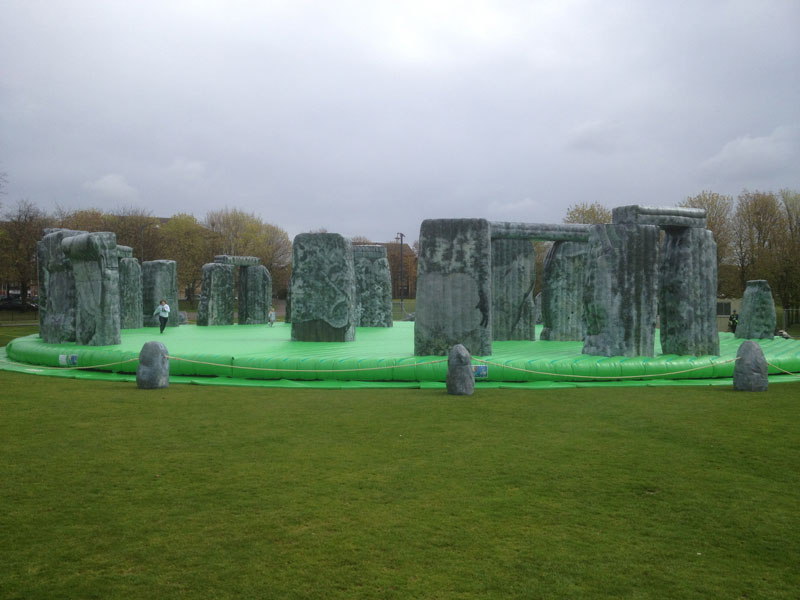
Glasgow International 2012で初演されたSacrilege。

Folk Archive (2005) はアーティストのAlan Kaneの共同プロジェクト。「people's art / ピープルズアート」と呼ばれるイギリスの庶民が生み出すアート作品の記録。 
2006年後半には、ロンドン郊外の蝙蝠の家を公募する建築コンクール、The Bat House Projectを開始。 
2007年、ニックアブラハムと共同監督で、イングランド出身のロック・バンド、デペッシュ・モードのファンを追ったドキュメンタリー映画 The Posters Came from the Walls (2007) がロンドン映画祭で初公開され、その後世界中の映画祭で上映された。 
2009年、デラーはマンチェスター・インターナショナル・フェスティバルとコーナーハウスの共同委嘱により、マンチェスターの中心部をDeansgateに沿って練り歩く、マンチェスター風の無料参加のパレードProcession (2009) を制作。このプロジェクトはグレーター・マンチェスターの10の区から選ばれた多様な人々のグループと協力して行われた。 
2009年にはThe Three M Project（ニューヨークのニュー・ミュージアム・オブ・コンテンポラリー・アート、LAのハマー美術館、シカゴ現代美術館で構成される、新作の展示や委嘱を行うグループ）の一環として、デラーはIt Is What It Is: Conversations About Iraq (2009) を制作。このプロジェクトではゲストの専門家を招いて、イラク問題について自由な形で来館者と対話をしてもらうことで、公共の議論を促進することを目的としている。
2012年のオリンピックのために作成されたストーンヘンジの実物大バルーンレプリカSacrilege (2012)は、英国中だけではなく、最終的には2015年にマドリッドのモストレスまで巡回された。 
2016年にはアートイベントWe're Here Because We're Here を主催。これはソンムの戦い100周年を記念して、イギリス各地の公共スペースで開催された。2017年、マンチェスター国際フェスティバルでイベント "What Is The City But The People?"を主催。 
2019年、ロンドンのユダヤ博物館はデラーに、特別展示「Jews, Money, Myth」のために、現代のメディア、政治家、プロパガンダリストが反ユダヤ的な発言をしている映像を上映する短編映画の制作を依頼した。Douglas Murrayは、ドナルド・トランプ米大統領がアメリカから権力を流出させる「エリート」を批判するクリップを使用したこの映画を「不公平な過剰主張である」と批判した。
Everybody in The Place: An Incomplete History of Britain 1984–1992 (2019)では、イギリス1980年代のレイヴ文化や政治的混乱を取り扱う。
2019年後半、デラーはピータールーの虐殺の記念として、講演者のための演壇と平等運動家のための記念碑の制作を計画していた。作品内には車椅子利用者が目立つように描かれていたにもかかわらず、また展示準備の過程でアクセスの問題が提起されていたにもかかわらず、車椅子利用者のための配慮が全くなされていなかったことを認めざるを得なくなったのである。障害者団体による抗議は土壇場での再設計につながり、デラーは自分自身を「懲らしめられた」と表現した 。

## 展示会

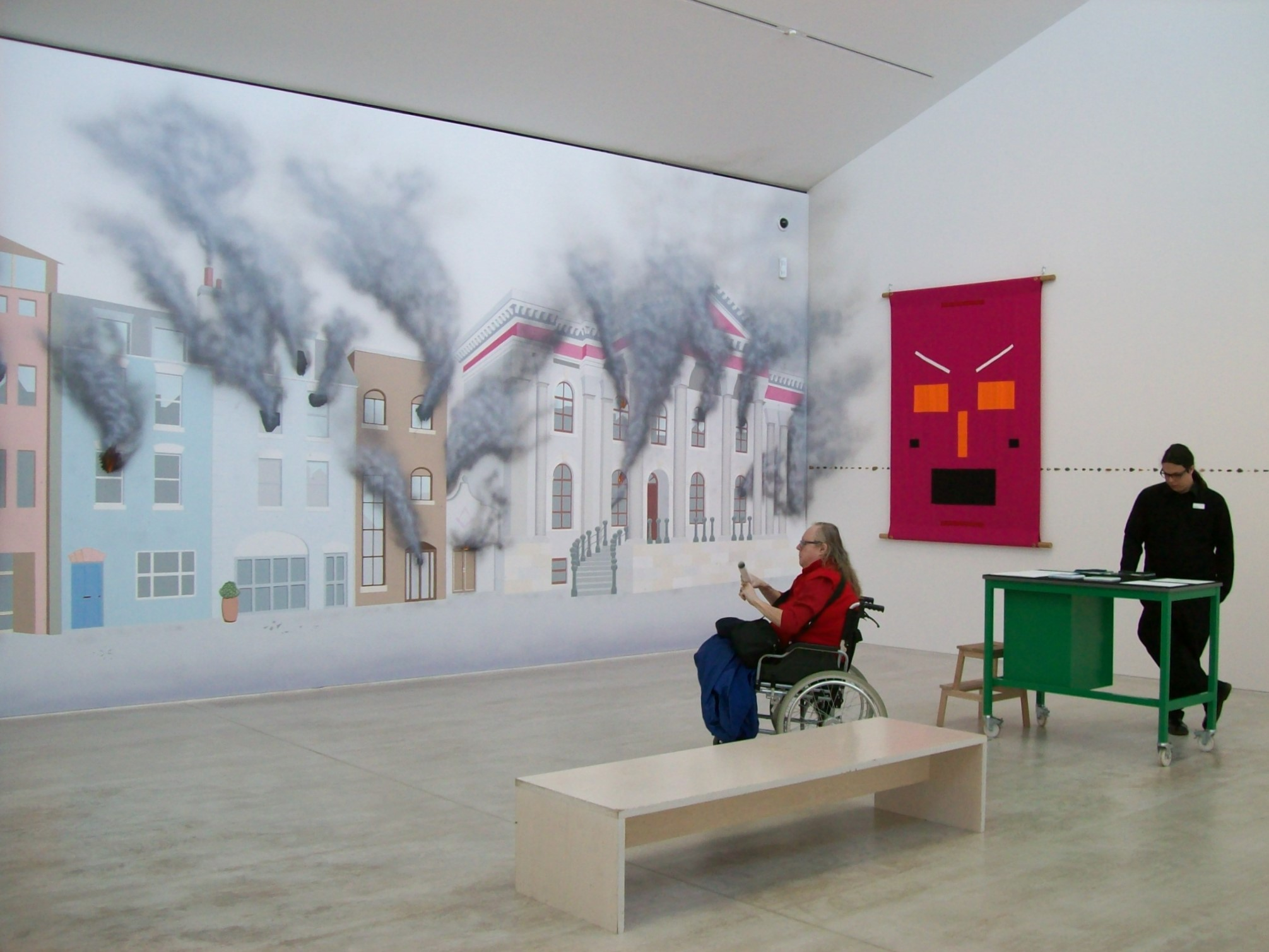
ターナー・コンテンポラリーでの English Magic(2013)の展示

2013年のヴェネツィア・ビエンナーレではイギリスの代表に選ばれた。

## 評価
2004年にターナー賞を受賞した。 この賞を受賞したデラーは、ターナー賞にノミネートされたことは「不愉快な経験ではなかった」と語った。 彼はこの賞を「自転車に乗るすべての人、ロンドンで自転車に乗るすべての人、野生生物の世話をするすべての人、およびクエーカー運動に捧げる」と述べた  。
2007年にはテート・ギャラリーの評議員に任命された。
2010年10月1日、28人の元ターナー賞の候補者と18人の受賞者が共同署名した、英国政府の文化書記官ジェレミー・ハントへの公開書簡の中で、デラーは芸術に対する公的資金の将来の削減に反対を表明。 書簡の中で、共同署名者たちは英国の芸術を「文化と創造性の驚くべき肥沃な景観」と表現した。
2010年には「公共の反応と創造性を奨励する芸術の創造」に対してロイヤル・ソサエティ・オブ・アーツ（RSA）のアルバート・メダルを授与された。
2012年から2013年の間、ファウンドリングミュージアムの評議員を務めた。

## 政治的立場
2014年8月、スコットランド独立住民投票の準備期間中、スコットランド独立運動に反対するガーディアンへの書簡に署名した200人の著名人の1人。
2017年イギリス総選挙ではテリーザ・メイの選挙スローガンにちなんで「Strong and stable my arse」という言葉を冠したポスターを作成し、ロンドンのあちこちに掲示した。